# حشره‌خوارهای مشکین
حشره‌خوارهای مشکین (نام علمی: Suncus) نام یک سرده از زیرخانواده حشره‌خوار دندان‌سفید است.

## طبقه‌بندی
- سرده Suncus
  - حشره‌خوار تایتا (S. aequatorius)
  - حشره‌خوار سیاه (S. ater)
  - حشره‌خوار دی (S. dayi)
  - حشره‌خوار اتروسی (S. etruscus)
  - حشره‌خوار سریلانکایی (S. fellowesgordoni)
  - حشره‌خوار کوتوله بورنئو (S. hosei)
  - حشره‌خوار کوتوله ریزجثه (S. infinitesimus)
  - حشره‌خوار کوتوله بزرگ (S. lixus)
  - حشره‌خوار کوتوله ماداگاسکار (S. madagascariensis)
  - حشره‌خوار کوتوله مالزی (S. malayanus)
  - حشره‌خوار آویزان (S. megalura)
  - حشره‌خوار فلورس (S. mertensi)
  - حشره‌خوار فرابوم آسیایی (S. montanus)
  - حشره‌خوار خانگی آسیایی (S. murinus)
  - حشره‌خوار کوتوله رمی (S. remyi)
  - حشره‌خوار اندرسون (S. stoliczkanus)
  - حشره‌خوار کوتوله جنوب آفریقا (S. varilla)
  - حشره‌خوار جنگلی (S. zeylanicus)